# 多克·沃森
阿尔泰·莱恩·“多克”·沃森（英語：Arthel Lane "Doc" Watson；1923年3月3日—2012年5月29日）是来自美国的吉他手、词曲作者和歌手，演奏风格包括蓝草、民谣、乡村、蓝调以及福音音乐。 沃森一生共获得过7项格莱美奖，还获得了格莱美终生成就奖。沃森的拨片演奏技巧（flatpicking）以及在美国传统音乐上的造诣都是备受推崇的。 他和儿子——吉他手莫尔·沃森（Merle Watson）一起演奏了15年，直到1985年莫尔在家里的农场上意外去世。

## 人生经历

### 早年生活
沃森出生于北卡罗来纳州的迪普加普地区（Deep Gap）。根据沃森在他的传记式3CD专辑《Legacy》中所说，他的昵称“多克”（Doc）来自于他一次在广播台的直播，当时一个广播员提出他的出生名“阿尔泰”很奇怪，建议他换一个简单点的艺名，此时，一个歌迷从人群中喊道“叫他多克！”，这个歌迷估计是借鉴了文学人物福尔摩斯的助手华生医生（Doctor Watson）的名字。从那以后多克·沃森（Doc Watson）这个名字就一直被叫下去了。
因为眼部感染，沃森在一岁生日前就失明了。后来他上了北卡罗来纳州罗利市的“莫尔黑德州长学校”（The Governor Morehead School），这是一所专门为有视力障碍的青少年开设的学校。
沃森在1989年参加了全国公共广播电台的广播脱口秀节目Fresh Air，并在那时采访人和特里·格罗斯（Terry Gross）解释了他的第一把吉他是怎么来的。他的父亲当时跟多克说，如果多克和他兄弟大卫能把农场里所有枯萎的小板栗树都砍掉，他们父亲就能帮他们把这些木头卖给皮革厂换钱。沃森用赚到的钱从Sears百货买了一把价值10美元的Stella牌吉他，而他的兄弟大卫买了一套新衣服。 后来在同一个采访中，沃森解释说他人生中第一把高品质吉他是马丁的D-18。
沃森在音乐上受到的影响最初来自于卡特家族、吉米·罗杰斯 这样的乡村根源音乐人。他在吉他上学会的第一首歌是《When Roses Bloom in Dixieland》，这首歌最初是由卡特家族在1930年录制的。沃森在一次和《美国词曲创作人杂志》（American Songwriter）的采访中说道：“吉米·罗杰斯是他第一个最喜欢的音乐人。” 沃森有着音乐上的天赋，并且在几个月内就开始和兄弟Linny在当地的街头开始表演了，当时他们演奏包括迪尔摩兄弟（Delmore Brothers）、鲁文兄弟（Louvin Brothers）以及门罗兄弟（Monroe Brothers）等人的歌。等到沃森成年的时候，他的原声吉他和电吉他手水平已经很好了。

### 事业
1953年，沃森加入了田纳西州约翰逊城当地的“杰克·威廉姆斯乡村及西部摇摆乐队”（Jack Williams' country and western swing band），担任电吉他手。这个乐队几乎没有过小提琴手，却经常被邀请去为方块舞伴奏。于是，受到乡村吉他手格雷迪·马丁（Grady Martin）和 汉克 ·加兰（Hank Garland）等前人的影响，沃森开始自己学着在他的Les Paul电吉他上弹奏小提琴的曲子。后来他把这些技巧移植到了原声吉他上，从此，演奏小提琴音乐也成为了他音乐上的标志性风格。 在他和杰克·威廉姆斯（Jack Williams）合作的日子里，多克还作为一名钢琴调音师来为他的家庭补贴家用。
1960年，伴随着美国民谣音乐复兴运动的兴起，沃森听取了民谣音乐学家拉尔夫·林兹勒（Ralph Rinzler）的建议开始专门演奏木吉他和班卓琴。 这在多克录制他的第一张专辑《Old Time Music at Clarence Ashley's》时点燃了他的事业。另一个对他的事业很重要的事是1961年2月11日时，他在格林尼治村的41号公共小学（Public School 41）的演出。 他在这之后开始以独立音乐人的身份在各个大学和俱乐部巡演，其中包括了洛杉矶的Ash Grove俱乐部。终于，1963年在位于纽波特举办的著名的纽波特民谣音乐节上，沃森凭借出色的表演而备受赞许，让自己的音乐事业有了重大突破。沃森在1964年录制了自己的第一张个人专辑，同年开始和自己的儿子莫尔·沃森（Merle Watson）一起表演。
在1960年代末，民谣音乐复兴运动衰退后，沃森的事业由他参与演奏的吉米·浮木（Jimmy Driftwood）在1972年的现场专辑《Will the Circle Be Unbroken》中的歌《Tennessee Stud》维持着。1974年，依然流行的多克和莫尔协同电贝斯手T.Michael Coleman组成了一个三人乐队。这个三人乐队在七十年代末到八十年代初在全球巡演，并且在1973 - 1985年间录制了将近15张专辑。他们把多克和莫尔那独特融合的原声音乐带给了数百万的新乐迷。 在1985年，莫尔因为拖拉机事故在自己的家庭农场中去世。为了纪念莫尔，在两年后莫尔音乐节被建立了。

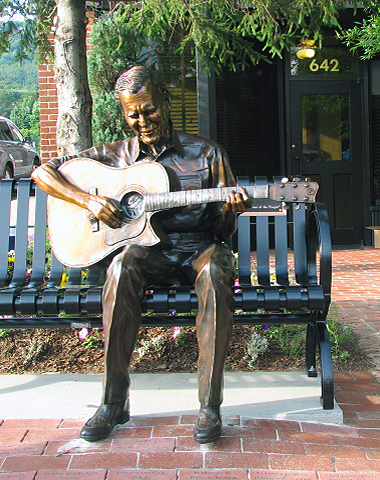
多克·沃森雕像，位于北卡罗来纳州的布恩镇（Boone），King Street大街和Depot Street大街交叉处的街角。长椅上的匾写着“Just one of the People”（只是人群中的一个）。

沃森的吉他演奏风格包括了拨片奏法（flatpicking ）和指弹奏法（fingerpicking），不过他最著名的还是他在拨片奏法上的造诣。他高超的吉他演奏技巧，以及他地道的早期音乐音乐人的身份（old-time music，一种20世纪初的北美民谣音乐），使他成为了民谣音乐复兴时期一位十分有影响力的人物。沃森开辟了一种又快又炫的蓝草主音吉他演奏风格，包括了用吉他演奏蓝草小提琴音乐以及交叉拨弦奏法（crosspicking），这个奏法被包括克拉伦斯·怀特（Clarence White）、托尼·赖斯（Tony Rice）在内的众多音乐人使用和扩展。沃森同时也是一名优秀的班卓琴手，有时还用布鲁斯口琴为自己伴奏。让沃森出名的还有他那独特而丰满的男中音，他多年来积累了许多老式抒情曲（mountain ballad）用于表演，这些是他从他家乡——北卡罗来纳州的迪普加普地区（Deep Gap）的口头传统中学会的。
沃森在早期的录音中用的吉他是马丁的D-18。在1968年，沃森开始和吉他品牌Gallagher Guitars合作，并且演奏他们的G-50型吉他。他的第一把Gallagher吉他被陈列在位于田纳西州纳什维尔的乡村音乐名人堂中，多克称这把吉他为“老马”（Old Hoss）。在1974年，Gallagher为了满足沃森的需求，建立了一条定制版G-50生产线，生产线上带着多克·沃森的名字。在1991年Gallagher吉他为沃森定制了一款缺角吉他，多克到去世前都在演奏这把吉他，他称这把吉他为“唐纳德”（Donald），以此来几年Gallagher吉他的第二代所有者和制琴师——唐·加拉格尔（Don Gallagher） 在多克生命的最后几年，他还演奏一把 Dana Bourgeois牌的D型吉他，这是乡村、蓝草大师里基·斯卡格斯（Ricky Skaggs）在多克80岁生日时送给他的。
沃森在1986年获得了北卡罗来纳奖（North Carolina Award），在1994年获得了北卡罗来纳民谣音乐传承奖（North Carolina Folk Heritage Award）。同样在1994年，沃森和音乐家兰迪·斯克鲁格斯（Randy Scruggs）和厄尔·斯克鲁格斯（Earl Scruggs）组队，为艾滋病义演专辑《Red Hot + Country》贡献了一首《Keep on the Sunny Side》，这张专辑由抵抗艾滋组织“Red Hot Organization”制作。

### 晚年生活
在2000年，沃森被选入了位于肯塔基州的欧文斯伯勒的“国际蓝草音乐荣誉堂”（International Bluegrass Music Hall of Honor）。在1997年，沃森得到了由美国总统比尔·克林顿办法的国家艺术奖章。 在2010年，沃森被位于马萨诸塞州波士顿的伯克利音乐学院授予音乐学荣誉博士学位。
沃森在他晚年缩减了他的巡演安排。同台演出的搭档一般是他的外孙（莫尔的儿子）理查德·沃森（Richard Watson），以及他的长期合作乐手大卫·霍尔特（David Holt）或杰克·劳伦斯（Jack Lawrence）。但是也有次例外，沃森在一次演出中是由澳大利亚的吉他手汤米·依曼纽（Tommy Emmanuel）伴奏的，演出地点在德克萨斯州沃思堡的贝斯表演大厅（Bass Performance Hall）。在2009年，沃森还和霍尔特、理查德一同参演了在旧金山举办的Hardly Strictly Bluegrass蓝草音乐节。
沃森主持了每年四月在威尔克斯社区大学（位于北卡罗来纳州的威尔克斯伯勒镇）举办的莫尔音乐节。这个音乐节呈现了大量的原声音乐，主要包括民谣、蓝草、布鲁斯，以及美国老式音乐（Old-time Music）。 这个音乐节是以莫尔·沃森命名的，而且是世界上最受欢迎的原声音乐节之一，每年吸引了超过七万名音乐爱好者。
沃森在2010年被选入了北卡罗来纳州音乐名人堂。

## 个人生活及去世
在1947年，多克娶了罗莎·李·卡尔顿（Rosa Lee Carlton）——著名的小提琴家盖瑟·卡尔顿（Gaither Carlton）的女儿。沃森和罗莎·李有两个孩子——一个是1949年生的埃迪·莫尔（Eddy Merle，取自著名乡村音乐大师埃迪·阿诺德（Eddy Arnold）和莫尔·特拉维斯（Merle Travis）），另一个是1951年生的南希·艾伦（Nancy Ellen）

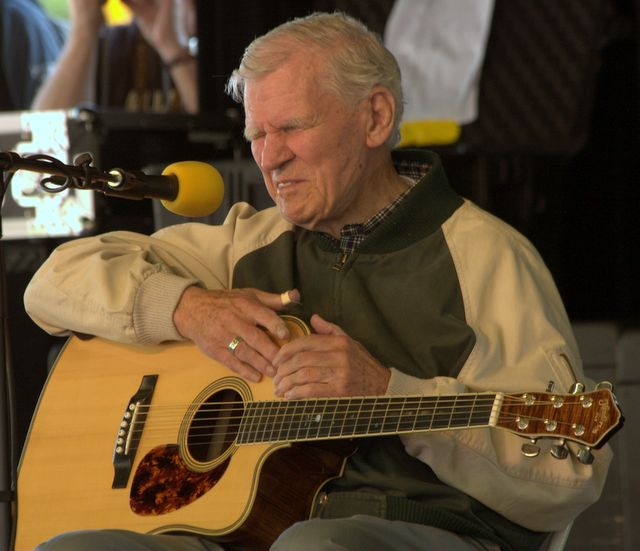
多克·沃森最后一次演出

在2012年4月29日，沃森和纳什维尔蓝草乐对一同在莫尔音乐节的Creekside舞台演奏。和纳什维尔蓝草乐队在音乐节的周日上午一同演一场福音音乐对沃森来说是一年一度的传统。这次演出也是他的最后一次演出。
在2012年5月21日，沃森在家中摔倒，之后被送到北卡罗来纳州的布恩（Boone）附近的Watauga医疗中心（Watauga Medical Center）。他当时被判定有生命垂危，但是在北卡罗来纳的温莎市的 Wake Forest Baptist医疗中心接受了大肠手术，之后病情恢复了稳定。 沃森在那次摔倒中并没有严重受伤，但是手术中出现了一个潜在的医疗状况，这使他被迫通过空运被转到了温莎市。 沃森在2012年5月29日在Wake Forest Baptist医疗中心去世 ，原因是在他89高龄的情况下手术导致的并发症。 他被埋在了北卡罗来纳州沃托加县迪普加普地区的“莫尔和多克·沃森公墓”。

## 后记
2002年，High Windy音像发布了一套多CD传记式专辑，名叫《Legacy》。这个选集包括了沃森的音频采访记录（包括了采访中演奏的音乐），以及他在北卡罗来纳州阿什维尔的戴安娜·沃瑟姆剧院（Diana Wortham Theatre）的演出的完整录音。 这套合集赢得了2002年的格莱美最佳传统民谣专辑奖。
在2010年， Blooming Twig Books出版社出版了多克·沃森的详细传记，这本传记由肯特·古斯塔夫森（Kent Gustavson）撰写。这本名为《Blind But Now I See: The Biography of Music Legend Doc Watson》（失明但我现在看到了：音乐传奇多克·沃森传）的书包含了过去从未出版过的内容，其中包括沃森的人生和事业，这些都是通过采访沃森的朋友和合作伙伴而获得的，其中包括诺曼·布雷克（Norman Blake）、萨姆·布什（Sam Bush）、西格家族的成员、受惊的米歇尔（Michelle Shocked） 以及其他的音乐人。这本书还讲述了生活中的细节、配角以及莫尔·沃森的去世。Sumach-Red出版社在2012年3月发布了更新版。
在2013年4月Open Records唱片发布了一套多碟精选专辑，收录了多克·沃森之前没有发布的录音。 这张精选名为《Milestones》（里程碑），包括了94首歌曲、故事或回忆，以及超过500张照片。这张精选由沃森的女儿南希创建，而且由东田纳西州立大学的蓝草学院以及教授罗伊·安德雷德（Roy Andrade）制作。

## 获奖及荣誉

### 格莱美奖
- 1973年，最佳民族或传统录音（包括传统蓝调音乐）：多克·沃森——《Then And Now》
- 1974年，最佳民族或传统录音：莫尔·沃森&多克沃森——《Two Days in November》
- 1979年，最佳乡村器乐表演：多克·沃森 & 莫尔·沃森——《Big Sandy/Leather Britches》
- 1986年，最佳传统民谣录音：多克·沃森——《Riding The Midnight Train》
- 1990年，最佳传统民谣录音：多克·沃森——《On Praying Ground》
- 2002年，最佳传统民谣专辑：多克·沃森 & 大卫·霍特——《Legacy》
- 2004年，格莱美终身成就奖
- 2006年，最佳乡村器乐演奏：布莱恩·萨顿（Bryan Sutton） & 多克·沃森 ——单曲《Whiskey Before Breakfast 》，出自布莱恩·萨顿的专辑《Not Too Far From The Tree》